# Lorenzo Miguel
Lorenzo Mariano Miguel, El Loro, (Buenos Aires, 27 de marzo de 1927-29 de diciembre de 2002) fue un dirigente sindical argentino, del sector metalúrgico, que condujo entre 1970 y 2002 la Unión Obrera Metalúrgica, uno de los más poderosos del país.

## Biografía
Lorenzo Miguel comenzó a trabajar como obrero metalúrgico en la fábrica CAMEA, en 1945, año en que el peronismo aparece como tal, impulsando los derechos laborales y sindicales. En 1951 fue elegido delegado por el personal de CAMEA. En 1954, apoyado por líderes sindicales como Augusto Vandor y Paulino Niembro, fue nombrado secretario general de la seccional Villa Lugano del gremio.
Luego del derrocamiento del gobierno constitucional de Juan Domingo Perón, en 1956, durante la "Revolución Libertadora", fue despedido de su trabajo por haber adherido a una huelga. Cuando Vandor ganó las elecciones de la UOM en 1958, lo llevó como tesorero del sindicato. En 1959 fue detenido por orden del presidente Arturo Frondizi, y encarcelado en el Penal de La Pampa y el buque prisión Bahía Tethis, nuevamente por haber participado en una huelga.
En 1969, el secretario general Augusto Timoteo Vandor fue asesinado por un grupo guerrillero que luego se integró a Montoneros. En 1970 se realizaron elecciones en la UOM, en las que la lista encabezada por Lorenzo Miguel, venció a Avelino “el gallego” Fernández (secretario de la UOM Capital, y uno de los históricos del sindicato). Dos años después volvió a ganar las elecciones, nuevamente ante Avelino Fernández y también ante Victorio Calabró y José Ignacio Rucci, que también aspiraban a cubrir el cargo.
Su ascenso coincidió con la caída del dictador Juan Carlos Onganía, debido a las presiones originadas por la sucesión de puebladas iniciadas en 1969 y la actividad guerrillera iniciada en 1968. La dictadura conducida ahora por el general Alejandro Agustín Lanusse buscó una salida electoral controlada por los militares, llamada el Gran Acuerdo Nacional (GAN), a la que adhirió Lorenzo Miguel y gran parte de los dirigentes sindicales argentinos que descreían de la posibilidad de que Perón pudiera volver a la Argentina y menos aún que pudiera volver a convertirse en presidente. En una postura distinta se ubicó otro dirigente metalúrgico, José Ignacio Rucci, quien tomó partido por la causa de la vuelta de Perón y apoyado por éste fue designado como secretario general de la Confederación General de Trabajo (CGT), aunque con escaso apoyo del resto del movimiento sindical.

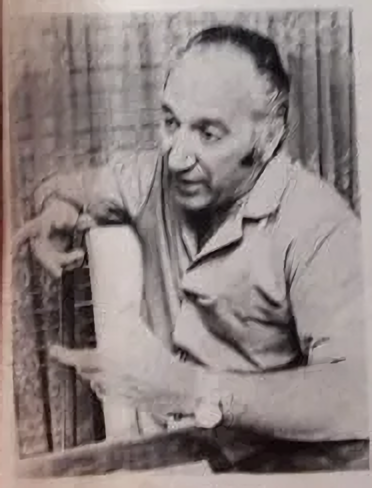
Lorenzo Miguel en 1973.

Pero los sucesos históricos tomaron otro rumbo y el GAN fracasó, mientras que Perón logró formar una sólida red de alianzas políticas y sociales, apoyado en el movimiento juvenil peronista, especialmente los grupos vinculados a Montoneros, para obtener elecciones libres. Los tres pilares de la estrategia de Perón fueron formar un frente del partido peronista con los principales partidos que habían sido antiperonistas en su gobierno (frondizismo, democracia cristiana, socialismo, conservadurismo), un acuerdo con el líder radical Ricardo Balbín, y un acuerdo entre sindicatos y empresarios. La dictadura prohibió que Perón pudiera presentarse a elecciones, pero de todos modos el FREJULI obtuvo el triunfo con la candidatura presidencial del peronista histórico Héctor J. Cámpora y vicepresidencial del conservador Vicente Solano Lima. La adhesión de Lorenzo Miguel y demás dirigentes sindicales al GAN, lo postergó durante la campaña electoral, en beneficio de los sectores de la llamada "izquierda peronista" ligada a Montoneros y la Juventud Peronista, cercanos a Cámpora. 
Tras la victoria electoral del peronismo en 1973, Miguel fue uno de los líderes del "peronismo ortodoxo" que enfrentó a Montoneros y la Juventud Peronista. El asesinato de Rucci en septiembre de 1973, probablemente por Montoneros, y el enfrentamiento de los sectores peronistas juveniles con Perón, permitieron que los sectores sindicales liderados por Miguel avanzaran en las posiciones de poder. Consecuencia de ello fue la sanción de la Ley de Contrato de Trabajo 20.744, que consagró una importante cantidad de beneficios laborales.
En 1974 hubo nuevamente elecciones en la UOM. Miguel volvió a imponerse, esta vez sobre Victorio Calabró, que en ese momento era gobernador de la provincia de Buenos Aires y otras listas como la de la Juventud Trabajadora Peronista (JTP), frente sindical de Montoneros.
Luego de la muerte de Perón, Miguel encabezó la ofensiva contra el sector neoliberal del gobierno, sostenido por el ministro y hombre fuerte del gobierno de María Estela Martínez de Perón, José López Rega, que a través del ministro de Economía Celestino Rodrigo, implementó el primer plan de ajuste de la historia argentina, frenando a su vez los acuerdos alcanzados en los convenios colectivos de trabajo. El 7 y 8 de julio de 1975, la CGT declaró la primera huelga general contra un gobierno peronista, con una adhesión masiva. El resultado fue la renuncia de López Rega y el acceso a los máximos círculos de poder del sindicalismo ortodoxo. Sobre fines de 1975, Miguel volvió a enfrentarse a Calabró, esta vez en el terreno de la política nacional, cuando este último, como gobernador de Buenos Aires, en complicidad con los militares, exigió la renuncia de la presidenta Martínez de Perón. Miguel expulsó por golpista a Calabró de la UOM e intervino las seccionales alineadas con él. Pero la conspiración para derrocar al gobierno constitucional no sería detenida y el 24 de marzo de 1976, un golpe de Estado impuso la última dictadura argentina, que puso en práctica un plan represivo basado en el terrorismo de Estado, con 30.000 desaparecidos, torturados, encarcelados y exiliados. La UOM fue intervenida.
Lorenzo Miguel fue detenido por la dictadura durante cuatro años (dos bajo prisión domiciliaria) y la UOM entró en una profunda crisis. En 1978 por una mínima mayoría de 28 seccionales seguidoras de Calabró, contra 25 secretarios generales de las seccionales "miguelistas", la UOM decidió adherir a la Comisión Nacional del Trabajo (CNT), partidarios de negociar con la dictadura. Al ser liberado en abril de 1980, Miguel logró agrupar a una mayoría de seccionales, (39 de 63) para adoptar una postura más combativa frente a la dictadura. Luego de la caída de la dictadura, Miguel logró ser reelecto secretario nacional de la UOM, con el apoyo de los sectores combativos de los años 1970, como las seccionales Villa Constitución (Alberto Piccinini), Quilmes (Francisco "Barba" Gutiérrez) y La Matanza (Carlos Gdansky).
En 1983, con el regreso a la democracia, apoyó la candidatura de Ítalo Luder, quien perdió las elecciones frente al candidato radical Raúl Alfonsín, y en 1989, la de Carlos Saúl Menem, quien resultó elegido presidente, a quien apoyó también en su reelección.
Murió en el Sanatorio Mitre de la ciudad de Buenos Aires, el 29 de diciembre de 2002, a los 75 años. Al sepelio se acercaron el presidente Eduardo Duhalde, quién manifestó que Miguel fue "el dirigente gremial que ha sostenido la rama política del justicialismo durante muchos años", y Saúl Ubaldini, quién se refirió al fallecido dirigente como "un líder indiscutido de las 62 Organizaciones peronistas".

## Escuelas que llevan su nombre
En la ciudad de Paraná provincia de Entre Ríos en el año 2007 se creó una escuela que actualmente lleva su nombre: Escuela Secundaria de Adultos N.º 56.